# Hedleya
Hedleya là một chi ốc có nắp, là động vật thân mềm chân bụng sống trên cạn thuộc họ Pupinidae.

## Các loài
Các loài thuộc chi Hedleya bao gồm:
- Hedleya macleayi